# Corinne Imlig
Corinne Imlig, švicarska alpska smučarka, * 7. september 1979, Schwyz.
Ni nastopila na olimpijskih igrah ali svetovnih prvenstvih. V svetovnem pokalu je tekmovala štiri sezone med letoma 2000 in 2003 ter dosegla eno zmago v smuku 5. marca 2000 v Lenzerheideju. V skupnem seštevku svetovnega pokala je bila najvišje na 61. mestu leta 2000.